# Jett Rocket
Jett Rocket é um jogo eletrônico de plataforma desenvolvido pela Shin'en Multimedia para o WiiWare, serviço de download de jogos do Nintendo Wii. Foi lançado em 28 de junho de 2010 na América do Norte e em 2 de julho de 2010 no continente europeu custando 1000 Nintendo Points. No dia 24 de novembro de 2010, foi liberada uma demo gratuita de Jett Rocket para download no Wii Shop Channel.